# Patrick Tse Yin
Patrick Tse Yin (Panyu, 9 augustus 1936) (jiaxiang: Guangdong, Kanton, Panyu) is een Chinees-Canadese HKATV serieacteur, scenarioschrijver, filmproducent, filmregisseur en filmacteur. De jongeren noemen Tse Yin soms Tse Lo-Sei 谢老四.
Tse Yin begon in de jaren vijftig van de 20e eeuw als acteur in films te spelen. Hij was van 1974 tot 1978 getrouwd geweest met de Taiwanese actrice Zhen Zhen. Deborah Lee Man-Yee was zijn tweede vrouw, hij kreeg met haar twee kinderen, Nicholas Tse en Jennifer Tse. In 1996 scheidde het echtpaar. Hij stopte met acteren, toen hij in de vroege jaren negentig naar Canada immigreerde. Hij heeft een kleinkind via zijn zoon Nicholas.

## Filmografie
- Taps off, Downstairs! (1954)
- The Whispering Palms (1957)
- Murder on the Beach (1957)
- The Nightly Cry of the Ghost (1957)
- Brothers in Disguise (1957)
- The Story of Her Life (1958)
- The Love Thief (1958)
- Those in Love (1958)
- Tears of the Flower (1958)
- The Brilliant Boy who Caught the Thief (1958)
- The Heart-Stealer (1958)
- A Chao is Getting Married (1958)
- The Quarrelsome Lovers (1959)
- Grass by the Lake (1959)
- Tragedy of Love (1959)
- Parents' Love Tears (1959)
- Crime of Passion in the Mansion (1959)
- Hollow Tree (1959)
- Mad about Love (1959)
- Orchid in the Storm (1959)
- Moon Under the Palm Grove (1959)
- Kind Mother and Naughty Son (1960)
- Honeymoon Panic (1960)
- Deep in Love (1960)
- Autumn Leaf (1960)
- The Story of the Great Heroes Part 1 (1960)
- My Intimate Partner (1960)
- Story of Great Heroes (Part 2) (1960)
- The Stormy Night (1960)
- Blossom in Rainy May Part 1 (1960)
- Blossom in Rainy May Part 2 (1960)
- Dial 999 for 24-hour Murder Case (1961)
- Forever Beloved (1961)
- Ghost that Was Not (1961)
- Adventures of Genius Boy (1961)
- Plighted Lovers (1961)
- The Story of the Great Heroes Part 3 (1961)
- The Story of the Great Heroes Part 4 (1961)
- Conscience (1961)
- How to Get a Wife (1961)
- Romantic Thief (1962)
- True Love (1962)
- Pearl in a Bitter Sea (1962)
- Love is What I Steal Part 1 (1962)
- Love is What I Steal Part 2 (1962)
- My Friend's Wife (1962)
- A Time for Mourning (1962)
- Love Forever (1963)
- When Spring Comes (1963)
- My Only Love (1963)
- Tear-Laden Rose (1963)
- The Heartbroken Flower (1963)
- The Strange Hero 'Flying Swallow' (1963)
- The Happy Bride (1963)
- The Long-suffering Girl (1963)
- The Heartless Lover (1964)
- Our Dream Finally Comes True (1964)
- Romantic Musketeer (1964)
- The Beau (1964)
- A Deadly Night (1964)
- Track of a Chase (1964)
- The Husband of a Lady (1965)
- Sweetness of Love (1965)
- Black Rose (1965)
- Love has Many Faces (1965)
- Black Holidays (1965)
- Secrets of a Husband (1965)
- Remorse (1965)
- Lost in Love (1965)
- The Lovely Red Begonia (1965)
- Love Never Fades (1965)
- Silent Love (1965)
- The Red Rattlesnake (1965)
- Agent Black Spider (1965)
- Prince of Broadcasters (1966)
- Legacy (1966)
- Spy with My Face (1966)
- The Detective (1966)
- Go-go Teenager, A (1966)
- The Thief with Baby Face (1966)
- Black Peony (1966)
- Duel in Moonlight Bay (1966)
- One Duel Too Many Part 1 (1966)
- One Duel Too Many Part 2 (1966)
- They Fought Shoulder to Shoulder (1967)
- Revenger (1967)
- Man from Interpol (1967)
- The Professionals (1967)
- The Young Ones (1967)
- To Rose with Love (1967)
- Story of a Discharged Prisoner (1967)
- Diamond Robbery (1967)
- Beauty's Trap (1967)
- Be My Love (Winter Love) (1968)
- Purple Night (1968)
- Always in Your Heart (1968)
- Right to Love (1968)
- Rhapsody (1968)
- Window (1968)
- Love with a Prodigal (1968)
- Colourful Partners (1968)
- Mad Dragon (1969)
- Twin Guns (1969)
- The Prodigal (1969)
- The Gentleman Sword (1969)
- The Charming Killer (1969)
- The Invincible Eight (1971)
- The Blade Spares None (1971)
- Legends of Cheating (1971)
- The Story of Ti-Ying (1971)
- The Comet Strikes (1971)
- The Hurricane (1972)
- The Admarid Girl (1972)
- Love is a Four Letter Word (1973)
- If Tomorrow Comes (1973)
- The Suicide Murder (1974)
- The Gigolo (1974)
- Where the Seagull Flies (1974)
- The Silver Band (1974)
- Fantasies Behind the Pearly Curtain (1975)
- Sup Sap Bup Dup (1975)
- Born Rich (1976)[director]
- The Discharged (1977)
- Challenge of the Gamesters (1981)
- Mahjong Heroes (1981)
- Life After Life (1982)
- Winner Takes All (1982)
- The Legend of The Condor Heroes (1982)
- Hong Kong Playboys (1983)
- Killer's Nocturne (1987)
- Flaming Brothers (1987)
- Fortune Hunters (1987)
- Rouge (1988)
- Kawashima Yoshiko (1990)
- Rebel from China (1990)
- The Accident (1999)
- Shaolin Soccer (2001)
- Colour of the Truth (2003)

Tse had in de jaren zeventig in de volgende films niet als acteur gewerkt:
- If Tomorrow Comes (1973) als filmproducent/filmregisseur
- Madness of Love (1972) als filmregisseur
- One Year's Fantasy (1974) als scenarioschrijver/filmregisseur
- Love In Cubicle (1974) als scenarioschrijver/filmregisseur
- Farewell Dearest (1974) als filmregisseur
- The Splendid Love in Winter (1974) als scenarioschrijver/filmregisseur
- Love In Hawaii (1976) als filmproducent/filmregisseur
- Confused Love (1977) als filmregisseur

- Bibliothèque nationale de France: cb165361784 (data)
- Gemeinsame Normdatei: 1248091817
- International Standard Name Identifier: 0000 0000 7766 4885
- Library of Congress Control Number: no2010039496
- Virtual International Authority File: 108042910
- WorldCat: E39PBJmpcmJx9HRwRPmBKq6Myd